# Ceromya mallochiana
Ceromya mallochiana là một loài ruồi trong họ Tachinidae.